# Mutli
 (avril 2018).
Mutli est une série de bande dessinée destinée à la jeunesse créé en 1982 à l'initiative de la Commission Jeunes de la Mutualité Française du Rhône

## Historique
Mutli le Saint Bernard en est aujourd'hui[Quand ?] à sa dixième aventure.
En 1996, le huitième numéro a été distribué à 140 000 exemplaires dans des classes du département du Rhône. Principalement destinés aux écoles de la région Rhône Alpes, deux numéros ont néanmoins été distribués au niveau national. 
Le dessinateur Jean Prost a réalisé les sept premiers numéros, Gilbert Bouchard les trois derniers. Concernant ses trois numéros, la Mutualité Française du Rhône a conclu un partenariat avec les Éditions du Moutard.

## Liste des bandes dessinées
Les dix numéros parus depuis 1984 sont :
1. La Mutualité (1984)
2. Les dangers de la maison (1984)
3. Les problèmes du sommeil (1985)
4. Mutli vous invite à sa table (1987)
5. Jonathan, Lise et les autres (1987)
6. Les Marmousets font du sport (1989)
7. La grande lessive des Marmousets (1991)
8. Les gestes de premier secours (1996)
9. Dis: « non » à la violence (2001)
10. Vivre ensemble, les filles et les garçons (2005)